# 돈오점수
돈오점수(頓悟漸修)는 중국 불교 중에서도 선종의 사상이다.

## 하택신회
육조혜능의 제자인 하택신회가 돈오점수를 주장했다. 이 주장이 규봉종밀로 이어지며, 나중에 고려 지눌의 돈오점수가 되었다. 신회의 제자 규봉종밀의 저서에서는 "797년 황제의 칙명이 있어 신회를 7조로 했다."는 기록이 있다.
하택신회가 남돈북점설, 전의설(傳衣說) 등을 제창하면서 남북분종이 일어났다. 신회는 육조헌창 운동을 하여, 무명이었던 자신의 스승 육조혜능을, 죽고나서 엄청나게 유명하게 만들었다. 오늘날 한국불교는 조계대사인 육조혜능의 이름을 따 조계종이라고 하며, 육조단경을 매우 중시하는데, 하택신회가 돈오의 남종선과 점수의 북종선을 구분하여 북종선이 매우 삿되다고 배격하면서, 당시 황제가 아꼈던 북종선의 신수대사를 폄하하고, 무명으로 살다 죽은 자신의 스승 육조혜능을 사후에 엄청난 대선지식으로 유명하게 만들었다. 육조단경도 하택신회가 썼다고 한다.
그러나, 이렇게 돈오 남종선이 점수 북종선 보다 뛰어나다고 주장하여, 21세기 한국에서도 돈오 남종선을 믿게 한 하택신회는, 돈오돈수를 주장한 것은 아니고, 돈오점수를 주장했다. 즉, 돈오를 세상에 처음 주장하여 널리 퍼뜨린 게 당나라 하택신회이며, 저작권자로도 볼 수 있는데, 돈오돈수가 아니라 돈오점수를 주장했다.
하택신회의 돈오점수 주장 이후에, 중국 선종은 주로 선오후수(先悟後修)의 입장을 취하고 있다. 오늘날 한국 조계종도 마찬가지다. 돈오로 깨달은 후에, 보임을 해야 한다고 주장한다.

## 지눌
돈오점수(頓悟漸修)는 고려의 승려인 지눌(知訥: 1158-1210)이 주창한 사상으로, 수행과 깨달음(각오 · 覺悟)에 있어서 그 차제(次第)와 단계에 관한 문제에 대한 사상이다. 다시 말해서 깨달음이 먼저냐 수행이 먼저냐, 아니면 수행(修行)을 통해 깨달음을 얻는 것이냐, 깨달은 후에 단계적인 수행을 해야 하느냐는 문제에 대한 사상이다.
지눌은 돈오에 대하여, "마음은 본래 깨끗하여 번뇌가 없고, 부처와 조금도 다르지 않으므로 돈오라고 말한다"라고 하였고, 또한 "네가 만일 믿어 의정(疑情)이 대번에 쉬고 장부의 뜻을 내어서 진정한 견해를 발하여 친히 그 맛을 맛보아 스스로 자긍(自肯)하는 데 이르면 곧 수심인(修心人)의 해오처(解悟處)가 되나니 다시 계급과 차제가 없으므로 돈오라고 말한다(初無級漸階次 故云頓悟也)"라고 하였다. 그러나 수행자가 자신의 본성이 부처와 다름이 없음을 깨쳤다 하더라도 무시습기(無始習氣)를 갑자기 버린다는 것은 힘든 일이므로 이 돈오를 기반으로 점차로 수행해야 한다고 지눌은 주장하였다. 이와 같이 하여 점차로 훈화(薰化)되기 때문에 점수(漸修)라고 했다. 마치 얼음이 물인 줄 알았다 하더라도 곧 그것이 얼음이 물로 변한 것은 아니며 열기가 가해져야 비로소 얼음이 물이 되는 것과 같다고 설명하였다. 그러므로 미(迷)로부터 깨치는 것은 돈오요, 점점 성화(聖化)되는 것은 점수라 할 수 있다.

## 같이 보기
- 돈오돈수